# アンドリュー・キャッソン
アンドリュー・ジョン・キャッソン（Andrew John Casson、1943年 - ）は、幾何学的トポロジーを専門とする数学者であり、イェール大学のフィリップ・シャイラー・ビーブ記念数学教授（Philip Schuyler Beebe Professor of Mathematics）を務めている。

## 学歴と経歴
キャッソンはラティマー・アッパー・スクールおよびケンブリッジ大学トリニティ・カレッジで教育を受け、1965年に数学トライポスで学士号を取得した。
リバプール大学でC. T. C. ウォールの指導を受けて研究を行ったが、博士号は取得していない。代わりに、博士論文に相当する研究成果は、ケンブリッジ大学トリニティ・カレッジの研究フェロー選考に用いられた。
キャッソンは1981年から1986年までテキサス大学オースティン校で数学教授を務め、1986年から2000年まではカリフォルニア大学バークレー校に在籍。2000年よりイェール大学に所属している。

## 研究
キャッソンは、高次元多様体のトポロジーと、3次元・4次元のトポロジーの両方において、幾何学的手法および代数的手法を用いた研究を行っている。
主な業績には、次のようなものがある：
- 多様体のホイプトフェアムトゥング（Hauptvermutung、主予想）の反例構成への貢献
- 3次元多様体に対する現代的な不変量であるキャッソン不変量の導入
- キャッソンハンドルの定義（これはマイケル・フリードマンによる4次元ポアンカレ予想の証明において重要な役割を果たした）

## 受賞
- 1991年、アメリカ数学会よりヴェブレン幾何学賞を受賞。
- 1998年、王立協会フェロー（Fellow of the Royal Society）に選出された。